# Cyanoramphus
Cyanoramphus là một chi chim trong họ Psittacidae.

## Các loài
- †Cyanoramphus zealandicus (Latham, 1790)
- †Cyanoramphus ulietanus (Gmelin, JF, 1788)
- Cyanoramphus saisseti Verreaux, J & Des Murs, 1860
- Cyanoramphus cookii (Gray, GR, 1859)
- †Cyanoramphus subflavescens Salvadori, 1891
- Cyanoramphus unicolor (Lear, 1831)
- Cyanoramphus auriceps (Kuhl, 1820)
- Cyanoramphus forbesi Rothschild, 1893
- Cyanoramphus malherbi Souancé, 1857
- Cyanoramphus novaezelandiae (Sparrman, 1787)
- Cyanoramphus hochstetteri (Reischek, 1889)
- †Cyanoramphus erythrotis (Wagler, 1832)

## Hình ảnh

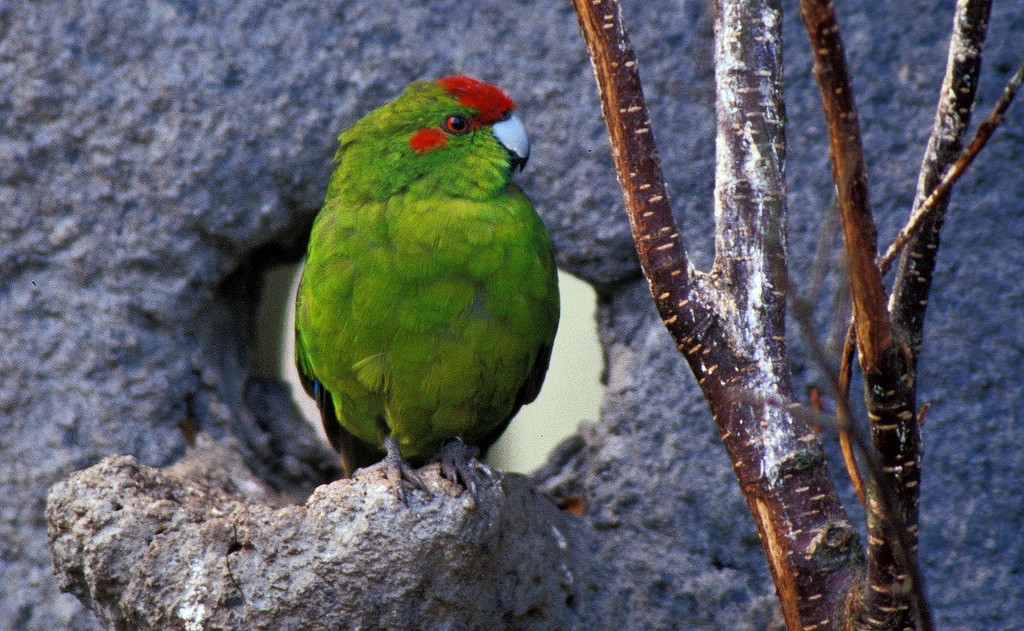
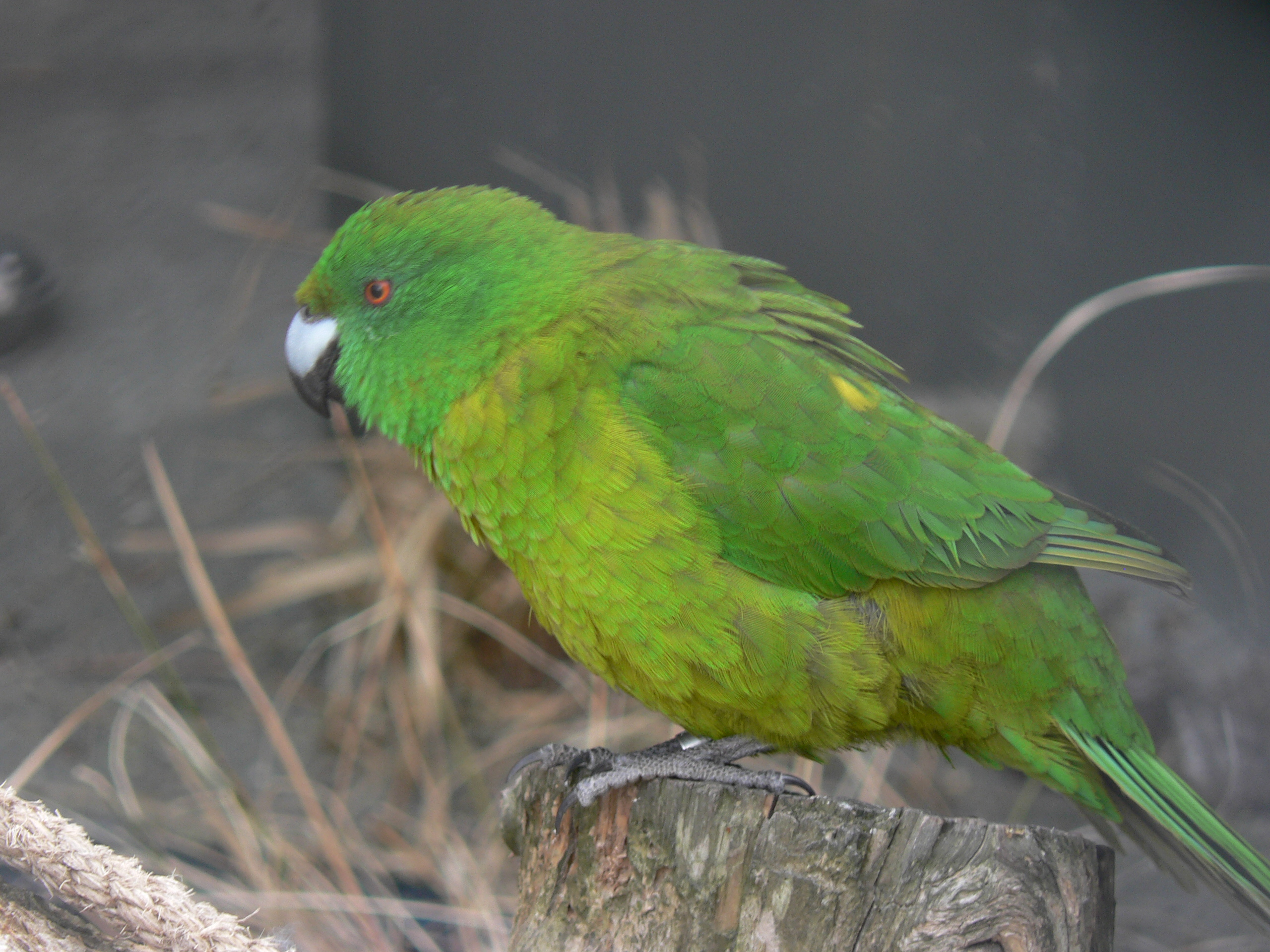
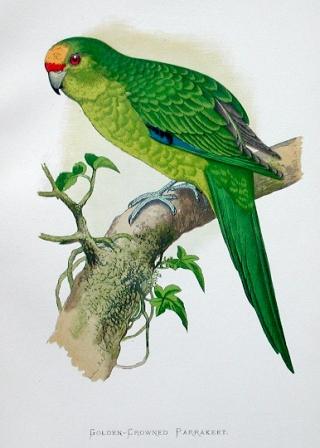
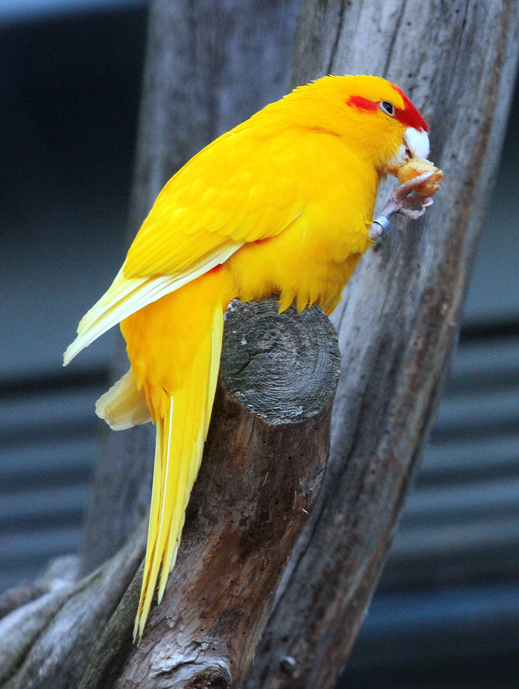